# Ambasciata d'Italia ad Accra
L'ambasciata d'Italia ad Accra è la missione diplomatica della Repubblica Italiana nella Repubblica del Ghana. Essa è accreditata anche presso il Togo.
La sede è ad Accra, in Jawaharlal Nehru Road, nel quartiere di Cantonments.

## Altre sedi diplomatiche dipendenti
La missione italiana in Ghana conta anche una rete consolare, dipendente dalla sezione consolare dell'Ambasciata:
| Tipologia                | Sede         | Zona di competenza                                 |
| ------------------------ | ------------ | -------------------------------------------------- |
| Vice Consolato Onorario  | Kumasi       | Regioni Ashanti, Northern, Upper West e Upper East |
| Corrispondente Consolare | Takoradi     | Regione Western                                    |
| Corrispondente Consolare | Lomé ( Togo) | Togo                                               |